# Хьелланн, Аксель
Аксель Зетлиц Хьелланн (норв. Axel Zetlitz Kielland; 14 февраля 1907, Ставангер, Норвегия — 25 ноября 1963, Осло) — норвежский драматург, журналист, театральный критик, сценарист, актёр.

## Биография
Родился в семье писателя писателя Йенса Зетлица Хьелланна. Внук писателя и драматурга Александра Хьелланна.
С 1927 года занимался журналистикой, работал в газете Dagbladet, был криминальным репортёром. С 1956 года вёл колонку театральной критики.
Литературную деятельность начал тогда же.
В пьесах «Человек, которого все хотят убить» (1938), «Ночь в Осло» (1939), «Деньги тётушки Рагны» (1940, все поставлены в Новом театре, Осло) реалистически воспроизведена социально-политическая обстановка предвоенной Норвегии, выражен протест против фашизма. После немецко-фашистской оккупации страны (1940) был арестован гестапо, бежал в Швецию, где в 1943 году написал драму «Если народ хочет жить» (поставлен в театре «Свободная норвежская сцена», Стокгольм), которая воспевала героическую борьбу норвежского народа против немецких оккупантов, нелегально распространялось в Норвегии. Спектакль был запрещён шведским правительством после протестов Германии.
Пьеса «Никогда, так никогда» (1947) — суровая отповедь коллаборационистам, попытка разобраться в исторических корнях возникновения квислинговщины. В основу пьесы «Господь и его слуги» (1955), раскрывающей духовный крах, аморальность, беспринципность и карьеризм священнослужителей, положены материалы действительного судебного процесса. Идеей активной борьбы за мир проникнута драма «Он сказал нет» (1959), получившая международное признание.
Антивоенные мотивы звучат в сатирической комедии «Её высочество, моя жена» (1961), направленной против участия Норвегии в НАТО.
А. Хьелланн стремился продолжать направление политической «драмы идей» Н. Грига; его пьесы носят злободневный характер, открыто тенденциозны, отличаются тонным анализом взаимосвязей человека с общественной жизнью. Ряд спектаклей А. Хьелланна шёл на сценах СССР.
Создал 6 киносценариев, снимался в кино.
Умер в результате сердечного приступа на рабочем месте.

## Сценарии
- 1940 — Mannen som alla ville mörda
- 1944 — Lev farligt
- 1955 — Polisen efterlyser
- 1959 — Herren och hans tjänare
- 1963 — Dr. Philipp Hotz raser ut (ТВ)
- 1968 — Fordringshavere (ТВ)
- 1990 — Kreditorer (ТВ)

## Избранная фильмография
- 1941 — Hansen og Hansen
- 1959 — Herren och hans tjänare